# Ciudad del Este
Ciudad del Este (tiếng Tây Ban Nha: thành phố phía Đông) là thủ phủ của tỉnh Alto Paraná của Paraguay, nằm ở Rio Paraná.
Được thành lập vào năm 1957, nó đã được gọi là Puerto Flor de Lis (Port Fleurdelis), sau đó cho đến năm 1989 có tên gọi là Puerto Presidente Stroessner (Cảng Tổng thống Stroessner), đặt tên theo Alfredo Stroessner. Nó là một phần của một tam giác được gọi là Triple Frontera (Ba biên giới), hoặc Tríplice Fronteira trong tiếng Bồ Đào Nha. Thành phố này được kết nói với thành phố của Brazil Foz do Iguacu qua cầu Hữu nghị; Puente de la Amistad trong tiếng Tây Ban Nha, Ponte da Amizade trong tiếng Bồ Đào Nha. Thành phố này nơi đóng trụ sở của Giáo phận Công giáo Rôma Ciudad del Este.
Thành phố này có Sân bay quốc tế Guarani. 